# Хольтланд
Хольтланд (нем. Holtland) — община в Германии, в земле Нижняя Саксония.
Входит в состав района Лер. Подчиняется управлению Хезель. Население составляет 2320 человек (на 31 декабря 2010 года). Занимает площадь 14,66 км².
| Год  | Население |
| ---- | --------- |
| 1990 | 2124      |
| 1995 | 2184      |
| 2000 | 2240      |
| 2005 | 2255      |
| 2010 | 2330      |